# Buttonia
Buttonia é um género botânico pertencente à família Orobanchaceae.

## Espécies
- Buttonia hildebrandtii
- Buttonia natalensis
- Buttonia natalis
- Buttonia superba